# 23 maj
23 maj är den 143:e dagen på året i den gregorianska kalendern (144:e under skottår). Det återstår 222 dagar av året.

## Återkommande bemärkelsedagar

### Helgdagar
- Bahá'ítroende: Bábs deklaration (till minne av Siyyid ’Alí Muḥammad Shírázís deklaration denna dag 1844)

## Namnsdagar

### I den svenska almanackan
- Nuvarande – Desideria och Desirée
- Föregående i bokstavsordning
  - Dennis – Namnet fanns, i den äldre formen Dionysius, på 9 oktober fram till 1901, då det utgick. 1986 återinfördes det i den modernare formen Dennis på dagens datum, men flyttades 1993 till 7 augusti, där det har funnits sedan dess.
  - Desideria – Namnet infördes på dagens datum 1812, för att hedra Sveriges nya kronprinsessa Désirée Clary (vars namn försvenskades till Desideria), som var gift med den nyvalde kronprinsen Karl (XIV) Johan. Det ersatte då den äldre, maskulina namnformen Desiderius. Det utgick 1993, men återinfördes på dagens datum 2001.
  - Desiderius – Namnet fanns, till minne av en fransk biskop, som mördades 607, på dagens datum fram till 1812, då det utgick och ersattes av den feminina namnformen Desideria.
  - Desirée – Namnet infördes på dagens datum 1986 och har funnits där sedan dess.
  - Renée – Namnet infördes 1986, men då på den 17 maj. 1993 flyttades det till dagens datum, men utgick 2001.
- Föregående i kronologisk ordning
  - Före 1812 – Desiderius
  - 1812–1900 – Desideria
  - 1901–1985 – Desideria
  - 1986–1992 – Desideria, Desirée och Dennis
  - 1993–2000 – Desirée och Renée
  - Från 2001 – Desideria och Desirée
- Källor
  - Brylla, Eva (red.): Namnlängdsboken, Norstedts ordbok, Stockholm, 2000. ISBN 91-7227-204-X
  - af Klintberg, Bengt: Namnen i almanackan, Norstedts ordbok, Stockholm, 2001. ISBN 91-7227-292-9

### Finlandssvenska almanackan
- Nuvarande från 1995[1] – Lydia
- I föregående revideringar[a][2]
  - 1929–1949 – Lydia
  - 1950–1994 – Gunborg

## Händelser
- 1430 – Den franska bondflickan och härföraren Jeanne d'Arc blir tillfångatagen av Frankrikes fiender burgunderna, då hon leder försvaret av staden Compiègne. Hertigen av Burgund säljer henne sedermera till engelsmännen, som är hans bundsförvanter under det pågående hundraårskriget. Engelsmännen ställer henne sedermera inför rätta för kätteri och ett år senare blir hon avrättad genom att brännas på bål.
- 1555 – Sedan Marcellus II har avlidit den 1 maj väljs Giovanni Pietro Carafa till påve och tar namnet Paulus IV.
- 1576 – Astronomen och astrologen Tycho Brahe får ön Ven i Öresund i förläning av den danske kungen Fredrik II. Brahe låter där uppföra slottet och observatoriet Uraniborg, som innehåller tidens mest avancerade astronomiska och astrologiska mätinstrument.
- 1788 – South Carolinas delstatskongress ratificerar den amerikanska konstitutionen och därmed blir den förra kolonin den 8:e delstaten som upptas i den amerikanska unionen.[3]
- 1915 – Sedan den italienska regeringen den 20 maj har beslutat att Italien ska gå med i det pågående första världskriget på ententens sida och man den 22 maj har inlett allmän mobilisering får den italienske ambassadören i Wien denna dag överlämna en formell italiensk krigsförklaring till Österrike-Ungern, trots att han själv är starkt emot kriget. Dagen därpå inleder österrikarna krigshandlingarna mot italienarna, genom att med sin flotta bombardera italienska kuststäder och angripa Venedig med några flygplan.
- 1936 – Kung Gustaf V och flyghamnsstyrelsens ordförande Yngve Larsson inviger flygplatsen i Bromma, trots rådande regn och dimma. Klockan 15.00 öppnas flygplatsen för trafik och den förste passagerare som anländer till denna Stockholms första flygplats på land blir prins Bertil.
- 1945
  - De tyska SS-styrkornas högste befälhavare Heinrich Himmler, som under falskt namn har suttit i brittisk fångenskap sedan den 12 maj, begår självmord genom att bita sönder en cyanidkapsel, eftersom man har börjat fatta misstankar mot äktheten i hans identitet, samma dag man ska börja förhöra honom i frågan.
  - Samtliga medlemmar av den tyska regeringen, som sedan Adolf Hitlers död den 30 april har letts av storamiral Karl Dönitz i Flensburg, blir arresterade och avsatta av brittiska trupper. Därmed är Nazitysklands sista regering upplöst och någon ny tysk regering tillträder inte förrän 1949, då de allierades ockupation av Tyskland upphör och de öst- och västtyska staterna upprättas.
- 1949 – De västallierade (Storbritannien, Frankrike och USA) slår samman sina ockupationszoner i västra och södra Tyskland och bildar av dem den Tyska förbundsrepubliken (tyska: Bundesrepublik Deutschland; förkortat BRD och i dagligt tal kallad Västtyskland), som en egen stat. Som svar på detta låter Sovjet av sin ockupationszon senare samma år bilda Tyska demokratiska republiken (tyska: Deutsche Demokratische Republik; förkortat DDR och i dagligt tal kallad Östtyskland). Det dröjer dock till 1955, innan Västtyskland blir helt självständigt från de allierade, medan Östtyskland förblir en sovjetisk satellitstat fram till kalla krigets slut och Berlinmurens fall 1989 och Tysklands återförening 1990.
- 1951 – Förpackningsföretaget Åkerlund & Rausings ene chef Ruben Rausing presenterar världens första tättslutande pappersförpackningen för mjölk, som Rausing och malmöfabrikens chef Holger Crafoord har arbetat på sedan 1944. De kallar den Tetra Pak, eftersom den är formad som en tetraeder och redan i november samma år börjar den säljas i affärer (då för grädde).
- 1995 – Det amerikanska datorföretaget Sun Microsystems presenterar programspråket Java, som bland andra James Gosling har utvecklat sedan 1991. Det bygger till stora delar på C och C++ och blir en av kärnkomponenterna i Suns Javaplattform. Idag (2025) är det ett av världens mest populära programspråk.
- 1996 – Äventyraren och bergsbestigaren Göran Kropp blir den förste svensk som bestiger världens högsta berg Mount Everest utan syrgas och bärare. Detta sker 16 år efter den första bestigningen av toppen på detta vis och knappt två veckor efter att åtta personer har omkommit på en och samma dag (10 maj) under bestigningen.
- 2015 – Svenske Måns Zelmerlöw vinner årets upplaga av Eurovision Song Contest med låten Heroes.

## Födda
- 1052 – Filip I, kung av Frankrike 1060–1108
- 1598 – Claude Mellan, fransk gravör och målare
- 1654 – Nicodemus Tessin den yngre, svensk greve och arkitekt
- 1683 – Antoine Pesne, fransk målare
- 1734 – Franz Mesmer, österrikisk läkare och hypnotisör
- 1744 – Jacob Fredrik Neikter, svensk skytteansk professor, kulturhistoriker och biblioteksman
- 1780 – Charles E. Dudley, amerikansk politiker, senator för New York 1829–1833
- 1795 – Charles Barry, brittisk arkitekt
- 1818 – Alfred von Fabrice, sachsisk greve, general och politiker
- 1823 – Ante Starčević, kroatisk politiker och författare
- 1829 – Ole Richter, norsk politiker, Norges statsminister i Stockholm 1884–1888
- 1837 – Józef Wieniawski, polsk pianist
- 1844 – Abdul-Baha, andlig ledare för Bahá'í-tron
- 1848
  - Otto Lilienthal, tysk flygpionjär
  - Helmuth von Moltke den yngre, tysk generalöverste
- 1852
  - Weldon B. Heyburn, amerikansk republikansk politiker, senator för Idaho 1903–1912
  - Mathilda Grabow, svensk grevinna samt opera- och konsertsångerska
- 1863 – Henry W. Keyes, amerikansk republikansk politiker, guvernör i New Hampshire 1917–1919 och senator för samma delstat 1919–1937
- 1875 – Alfred P. Sloan, amerikansk affärsman, ordförande för bilföretaget General Motors 1923–1937
- 1881 – Johan Fredrik Kjellén, svensk lantbrukare och riksdagsman
- 1890
  - Dagmar av Danmark, dansk prinsessa
  - Herbert Marshall, brittisk-amerikansk skådespelare
- 1891
  - Pär Lagerkvist, svensk författare, ledamot av Svenska Akademien från 1940, mottagare av Nobelpriset i litteratur 1951
  - Walter Warzecha, tysk sjömilitär, generalamiral 1944
- 1900 – Hans Frank, tysk jurist och nazistisk politiker
- 1903 – Walter Reisch, österrikisk-amerikansk manusförfattare, regissör och filmproducent
- 1907 – Ginette Mathiot, fransk kokboksförfattare
- 1908
  - John Bardeen, amerikansk fysiker, mottagare av Nobelpriset i fysik 1956 och 1972
  - Annemarie Schwarzenbach, schweizisk författare, journalist och fotograf
- 1910 – Artie Shaw, amerikansk klarinettist, orkesterledare, kompositör och författare
- 1913 – Folke Mellvig, svensk författare och manusförfattare
- 1917 – Tatiana Rjabusjinskaja, rysk ballerina och koreograf
- 1921 – James Blish, amerikansk fantasy- och science fiction-författare
- 1922
  - Per Grundén, svensk operasångare och skådespelare
  - Sigurd Jørgensen, svensk filmproducent och regiassistent
- 1925
  - Randi Kolstad, norsk skådespelare
  - Joshua Lederberg, amerikansk mikrobiolog och genetiker, mottagare av Nobelpriset i fysiologi eller medicin 1958
- 1927 – Robert Frederick Bennett, amerikansk republikansk politiker, guvernör i Kansas 1975–1979
- 1928 – Rosemary Clooney, amerikansk sångare och skådespelare
- 1929 – Ulla Jacobsson, svensk skådespelare
- 1933
  - Joan Collins, brittisk-amerikansk skådespelare
  - Ove Fundin, svensk speedwayförare, bragdmedaljör 1961
  - Ceija Stojka,  österrikisk författare och konstnär
- 1934 – Robert Moog, amerikansk musikmakare
- 1935 – Lasse Strömstedt, svensk författare och debattör
- 1937 – Danio Bardi, italiensk vattenpolospelare
- 1938 – Susan Strasberg, amerikansk skådespelare
- 1942
  - Rolf Andersson, svensk dansare och skådespelare
  - Britt-Louise Tillbom, svensk skådespelare
- 1944 – Lena Nyman, svensk skådespelare
- 1946 – Clemente Domínguez y Gómez, spansk kyrkoman och motpåve
- 1949 – Alan García Pérez, peruansk politiker, Perus president 1985–1990 och 2006–2011 (död 2019)
- 1950 – William Barr, amerikansk republikansk politiker och jurist, USA:s justitieminister 1991–1993 och 2019–2020
- 1951 – Anatolij Karpov, rysk schackspelare
- 1952 – Anne-Marie David, fransk sångare och artist
- 1953 – Harry Wallin, finländsk socialdemokratisk politiker
- 1954 – Anja Snellman, finländsk författare och kolumnist
- 1956
  - Tomas Norström, svensk skådespelare (död 2021)
  - Erik Granström, svensk författare
- 1957
  - Jimmy McShane, brittisk musiker i den italienska gruppen Baltimora
  - Lars Sponheim, norsk politiker, Venstres partiledare 1996–2010, Norges näringsminister 1997–2000 och jordbruksminister 2001–2005
- 1958 – Drew Carey, amerikansk skådespelare och komiker
- 1959 – Daniel Alfredson, svensk filmregissör
- 1964 – Angela Kovács, svensk skådespelare
- 1966 – Richard Paulson, svensk regissör och manusförfattare
- 1970 – Yigal Amir, israelisk högerextremist och mördare
- 1972 – Rubens Barrichello, brasiliansk racerförare
- 1973 – Livia Millhagen, svensk skådespelare
- 1974
  - Scott Lyons, amerikansk porrskådespelare
  - Manuela Schwesig, tysk socialdemokratisk politiker
- 1976 – David Sundin, svensk komiker och programledare
- 1981 – Gwenno Saunders, brittisk sångare och keyboardist i gruppen The Pipettes
- 1982 – Frida Nordin, svensk fotbollsspelare, VM-silver 2003
- 1983 – Heidi Range, brittisk musiker, sångare och låtskrivare i gruppen Sugababes
- 1991 – Lena Meyer-Landrut, tysk sångare, vinnare av Eurovision Song Contest 2010

## Avlidna
- 230 – Urban I, påve sedan 222
- 1423 – Benedictus XIII, 95, motpåve 1394–1417
- 1498 – Girolamo Savonarola, 45, italiensk reformator (avrättad)
- 1701
  - William Kidd, omkring 56, skotsk skeppsredare, kapare och pirat (avrättad)
  - Anne Hilarion de Costentin de Tourville, 58, fransk sjömilitär,  marskalk av Frankrike
- 1833 – Richard Skinner, 54, amerikansk jurist och politiker, guvernör i Vermont 1820–1823
- 1857 – Augustin Louis Cauchy, 67, fransk matematiker
- 1868 – Kit Carson, 58, amerikansk nybyggare, pälsjägare och spanare
- 1886 – Leopold von Ranke, 90, tysk historiker
- 1896 – Lucius Fairchild, 64, amerikansk general, politiker och diplomat, guvernör i Wisconsin 1866–1872
- 1901 – John Riley Tanner, 56, amerikansk republikansk politiker, guvernör i Illinois 1897–1901
- 1906 – Henrik Ibsen, 78, norsk dramatiker och författare
- 1914 – William O'Connell Bradley, 67, amerikansk republikansk politiker, guvernör i Kentucky 1895–1899 och senator för samma delstat sedan 1909
- 1917 – Harry Lane, 61, amerikansk demokratisk politiker, senator för Oregon sedan 1913
- 1920 – Svetozar Borojević von Bojna, 63, österrikisk-ungersk friherre, militär och fältmarskalk
- 1923 – Otto Bahr Halvorsen, 50, norsk jurist och högerpolitiker, Norges statsminister 1920–1921 och 1923
- 1929 – Rezsö Bálint, 54, österrikisk-ungersk neurolog och psykiater
- 1934
  - Clyde Barrow, 25, amerikansk bankrånare (dödad i bakhåll)
  - Bonnie Parker, 23, amerikansk bankrånare (dödad i bakhåll)
- 1937 – John D. Rockefeller, 97, amerikansk industrimagnat, entreprenör och filantrop
- 1945
  - Hans-Georg von Friedeburg, 49, tysk sjömilitär, generalamiral sedan 1 maj detta år
  - Heinrich Himmler, 44, tysk nazist och högste ledare för SS
- 1946 – Maria Anholm, 94, svensk kvinnosakskvinna, missionär och reseskildrare
- 1953 – Syama Prasad Mookerjee, 51, indisk politiker, grundare av partiet Bharatiya Jana Sangh
- 1965 – Antonio Ligabue, 65, italiensk målare
- 1967 – Carl-Henrik Norin, 47, svensk kapellmästare, musikarrangör, kompositör och jazzmusiker (tenorsaxofon)
- 1969 – Leo Golowin, 66, finländsk skådespelare
- 1981 – Linnéa Edgren, 77, svensk skådespelare
- 1982 – Alex Södergren, 88, svensk väg- och vattenbyggnadsingenjör
- 1986 – Sterling Hayden, 70, amerikansk skådespelare
- 1992 – Giovanni Falcone, 53, italiensk domare (mördad)
- 1998 – Telford Taylor, 90, amerikansk jurist
- 2002 – Sam Snead, 89, amerikansk golfspelare
- 2003 – Kerstin Berger, 87, svensk skådespelare
- 2006 – Lloyd Bentsen, 85, amerikansk demokratisk politiker, senator för Texas 1971–1993, USA:s finansminister 1993–1994
- 2007 – Tron Øgrim, 59, norsk författare, journalist och politiker
- 2008
  - Robin Bailey, 66, brittisk trumslagare, bland annat i den svenska gruppen Sven-Ingvars
  - Cornell Capa, 90, amerikansk fotograf
- 2009 – Roh Moo-hyun, 62, sydkoreansk politiker, Sydkoreas president 2003–2004 och 2004–2008
- 2011 – Xavier Tondó, 32, spansk cyklist
- 2013 – Olof Erland, 69, åländsk liberal politiker
- 2015
  - John Forbes Nash, 86, amerikansk matematiker
  - Johannes Salminen, 89, finländsk författare och professor
- 2016 – Lena Dahlman, 77, svensk skådespelare
- 2017 – Roger Moore, 89, brittisk skådespelare
- 2022
  - Anita Gradin, 88, svensk socialdemokratisk politiker, statsråd 1982–1991, EU-kommissionär 1995–1999
  - Ilkka Suominen, 83, finländsk politiker, Samlingspartiets partiledare 1979–1991, riksdagens talman 1987 och 1991–1994
- 2024 – Morgan Spurlock, 53, amerikansk filmskapare